# Portals fortificats del carrer Major del Pla de Santa Maria
Els Portals fortificats del carrer Major del Pla de Santa Maria és un monument del municipi del Pla de Santa Maria declarat bé cultural d'interès nacional.

## Descripció
Els Portals estan situats als dos extrems del carrer Major, que devien tancar la vila.
El portal del carrer Major número 1, és un conjunt format per dos arcs de pedra. L'exterior és un carpanell amb la inscripció de 1670 a la dovella central. L'interior en canvi, correspon a la tipologia gòtica i està format per grans carreus regulars. Cal destacar la llum d'aquest arc, que és considerable. Aquests arcs sostenen un edifici d'habitatges. El conjunt en què s'integra l'arc ha estat restaurat, s'ha renovat l'arrebossat dels murs i s'ha deixat a la vista la pedra de l'arc.
El portal del carrer Major número 56, és un arc de pedra de mig punt i està format per carreus regulars i vint-i-una dovelles, en disposició radial. L'arc sosté un edifici d'habitatges, el qual ha estat restaurat exteriorment amb l'intent de donar al conjunt una imatge que recordi la seva època originària.

## Història
Aquests arcs corresponen a les antigues portes d'accés de la vila, que encara conserva la trama urbana del recinte emmurallat. La porta del carrer Major número 1, correspon probablement a la de Valls. Malgrat la data de 1670 que figura a l'arc exterior, la tipologia gòtica de l'arc interior fa pensar en un origen molt anterior de la porta, que posteriorment hauria estat reformada. Amb tots aquests arcs, la vila encara conserva el seu caràcter de fortificació.